# День хронических заболеваний в Иране

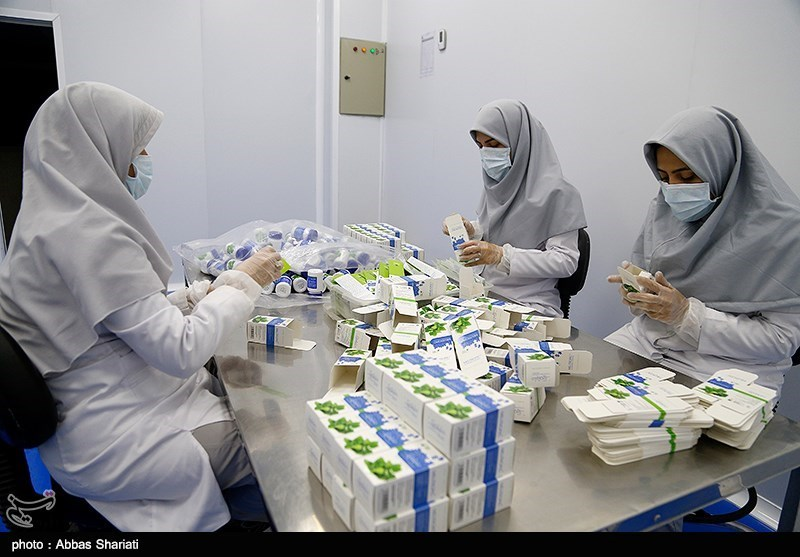
Открытие линии лекарственных трав для лечения болезни Альцгеймера

День хронических заболеваний (перс.  روز بیماریهای خاص وصعب العلاج‎) — иранский памятный день, отмечающийся ежегодно 7/8 мая (18 ордибехешта по иранскому календарю).

## Учреждение Дня хронических заболеваний
В Иране День хронических заболеваний проводится 7/8 мая вместе с Международным днём талассемии и хронических заболеваний. Он учреждён по предложению министерства здравоохранения Ирана. Конечно, в мире существуют тысячи хронических заболеваний, но в Иране данное событие приурочено к борьбе с четырьмя наиболее опасными: талассемией, гемофилией, рассеянным склерозом и почечной недостаточностью.
В 1996 году в Иране был создан негосударственный Фонд хронических заболеваний (перс.  نیاد امور بیماری‌هاى خاص‎), выделяющий деньги на лечение больных, предоставляющий им бесплатные лекарства и социальную помощь.

## Талассемия
Талассемия — это наследственное заболевание крови, характеризующееся патологией в структуре гемоглобина. Симптомы заболевания зависят от типа талассемии — от нулевых проявлений до крайне тяжёлых. Часто наблюдается анемия (низкий уровень эритроцитов). Анемия проявляется в хронической усталости и бледности кожи. Также болезнь может сопровождаться проблемами с костями, увеличением селезёнки и медленным ростом у детей.
Существует три формы талассемии — альфа, бета и гамма — легкая, средняя и тяжелая соответственно.
Примерно 3 тыс. человек в Иране являются носителями данного заболевания (типа бета), и с каждым годом их число неуклонно растет. Данный тип заболевания ведет к нарушениям в строении лицевого черепа: череп может стать квадратным; нос приобретает седловидную форму; нарушается прикус и расположение зубов. Часто болезнь сопровождается желтушностью кожи и слизистых оболочек. Иммунитет ослаблен, вследствие чего больные подвержены инфекционным заболеваниям. У ребенка рано проявившаяся талассемия чревата физическим и умственным недоразвитием.